# Ломинский, Фёдор Иванович
Фёдор Иванович Ломинский (1 февраля 1856 года, Киев — 30 ноября 1927 года, Киев) — русский советский гистолог, профессор (1905). Один из основателей гистофизиологичного направлении в гистологии в СССР.

## Биография
Фёдор Иванович Ломинский родился 1 февраля 1856 года в г. Киеве в семье учителя. Среднее образование получил в Киевской гимназии. После её окончания, в 1876 году поступил на медицинский факультет Киевского университета Св. Владимира.
В 1882 году окончил медицинский факультет Киевского университета. С ноября 1883 по ноябрь 1884 года Ф. И. Ломинский  был стипендиатом для подготовки к профессорскому званию на университетской кафедре гистологии, однако диссертационное исследование подготовил во время службы в Киевском военном госпитале.  С 1882 по 1885 года работал врачом Каменец-Подольской губернской больницы. Потом один год учился в Военно-медицинской академии. После её окончания сдал экзамены на степень доктора медицины. В 1890-1891 году проходил службу в Киевском военном госпитале.
С 1891 года работал на кафедре гистологии Киевского университета (с 1921 года  — Киевского медицинского института): прозектором (с 1892), приват-доцентом (с 1896). Формирование Ф. И. Ломинского как учёного произошло под влиянием его
коллег, известного патолога В. В. Подвысоцкого и И. И. Судакевича. Большое влияние на становление Ф. И. Ломинского, как учёного имел его учитель и наставник – профессор П. И. Перемежко. Часть направлений научных интересов возникли у Ф. И. Ломинского после работы под руководством Никанора Адамовича Хржонщевского.
В 1891 году Фёдор Иванович Ломинский защитил диссертацию на соискание учёной степени доктора медицины на тему «О паразитизме некоторых болезнетворных микробов на растениях (экспериментальное исследование)».
В 1906-1924 годах работал заведующим кафедрой гистологии и эмбриологии. В последние годы жизни учёный тяжело болел, скончался  30 ноября 1927 года в Киеве.
Труды Ломинского посвящены изучению микробов, вопросам цитологии (в частности, исследованию внутриклеточных канальцев и др.). Ломинский в 1882 году впервые обнаружил способность нервных клеток к делению, в 1884 году описал явление нейронофагии (поглощение повреждённых нейронов лейкоцитами).

## Труды
- К вопросу о внутриклеточных и о некоторых особенностях строения секреторных клеток поджелудочной железы // УИ. 1904. № 7;
- К вопросу об анатомической непрерывности поперечно-полосатых мышечных волокон и их сухожилий // УИ. 1912. № 12.
- О паразитизме некоторых болезнетворных микробов на растениях (Экспериментальное исследование) / Ф. Ломинский – Киев, 1890.

– 78 с.